# Okręg wyborczy Whitby
Okręg wyborczy Whitby powstał w 1832 r. i wysyłał do brytyjskiej Izby Gmin jednego deputowanego. Okręg obejmował miasto Whitby w północnym Yorkshire. Został zlikwidowany w 1918 r.

## Deputowani do brytyjskiej Izby Gmin z okręgu Whitby
- 1832–1847: Aaron Chapman, Partia Konserwatywna
- 1847–1859: Robert Stephenson, Partia Konserwatywna
- 1859–1865: Harry Stephen Thompson, Partia Liberalna
- 1865–1868: Charles Bagnall, Partia Konserwatywna
- 1868–1880: William Henry Gladstone, Partia Liberalna
- 1880–1885: Arthur Pease, Partia Liberalna
- 1885–1905: Ernest Beckett, Partia Konserwatywna
- 1905–1906: Noel Buxton, Partia Liberalna
- 1906–1918: Gervase Beckett, Partia Konserwatywna